# الباسو سوناطراك للغاز الطبيعي المسال
الباسو سوناطراك للغاز الطبيعي المسال كانت شركة ناقلة للغاز الطبيعي المسال (LNG) تابعة لشركة الباسو البحرية التي كانت نشطة في أواخر السبعينيات. على الرغم من أنها كانت مملوكة للولايات المتحدة ، فقد تم تسجيل السفينة في ليبيريا لأسباب ضريبية واقتصادية.

## التاريخ
كانت الباسو سوناطراك جنبًا إلى جنب مع سفينتها الشقيقة باول قيصر و الموحدة التي تم بناؤها في دونكريك ، فرنسا في عام 1977. تعمل جميعها من شركة الشركة كوف بوينت الموحدة لتصدير الغاز الطبيعي المسال (مملوكة الآن من قبل دومنيون للموارد) في خليج تشيسابيك بولاية ماريلاند. تم تحميل وشحن الغاز الطبيعي المسال من منشأة سوناطراك في أرزيو ، الجزائر .كانت علامة نداء إل باسو سوناطراك 5LIG. بالإضافة إلى معدات الاتصالات اللاسلكية العادية ، فقد تم تجهيزها أيضًا بمعدات الاتصالات عبر الأقمار الصناعية التي قدمتها إنمارسات .